# Frederiksborg Valgmenighed
Frederiksborg Valgmenighed blev stiftet i 1909 som Frederiksborg Frimenighed af Johanne og Holger Begtrup, med Niels Dael som præst. De første gudstjenester blev holdt i gymnastiksalen på Frederiksborg Højskole. Samme år påbegyndtes byggeriet af Ullerød Kirke på en grund givet af højskolen. Denne stod færdig 21. november 1909.
I 1958 blev frimenigheden omdannet til en valgmenighed, og få år senere opstod et ønske om et folkekirkesogn på grund af udbyggelsen af Hillerød mod vest. Til at begynde med blev kirken udlånt til Folkekirken de søndage, valgmenigheden ikke selv afholdte gudstjeneste. I en overgangsperiode fra 1971 til 1972 fungerede kirken som annekskirke til Tjæreby Sogn, indtil Ullerød Sogn blev oprettet i 1972.
Frederiksborg Valgmenighed blev på grund af faldende medlemstal nødsaget til at ophøre. Menighedens holdt en sidste fælles gudstjeneste med Ullerød Sogn i november 2019, og deres sidste adventsgudstjeneste 1. december 2019 i Ullerød Kirke og sluttede med et arrangement på Grundtvigs Højskole hvor det hele startede. 1. januar 2020 ophørte menigheden med at eksistere.